# Château d'eau du Lioran
Le château d'eau du Lioran est un château d'eau ayant servi à la gare du Lioran sur la commune de Laveissière dans le Cantal (France). Il est le dernier réservoir de ce style et de cette époque, et est donc inscrit aux monuments historiques.

## Description
Ce château d'eau repose sur une base en maçonnerie recouverte d'un appareil en opus incertum et percé de baies néo-romanes, il comprend une tour cylindrique, avec une superstructure en surplomb, avec bardage de planches de bois pour protéger la cuve de métal du mauvais temps. la cuve pouvait contenir jusqu'à 100 mètres cubes d'eau, qui étaient puisés par des tuyauteries. 
Une échelle extérieure et intérieure, permettent d'accéder au réservoir..

## Historique

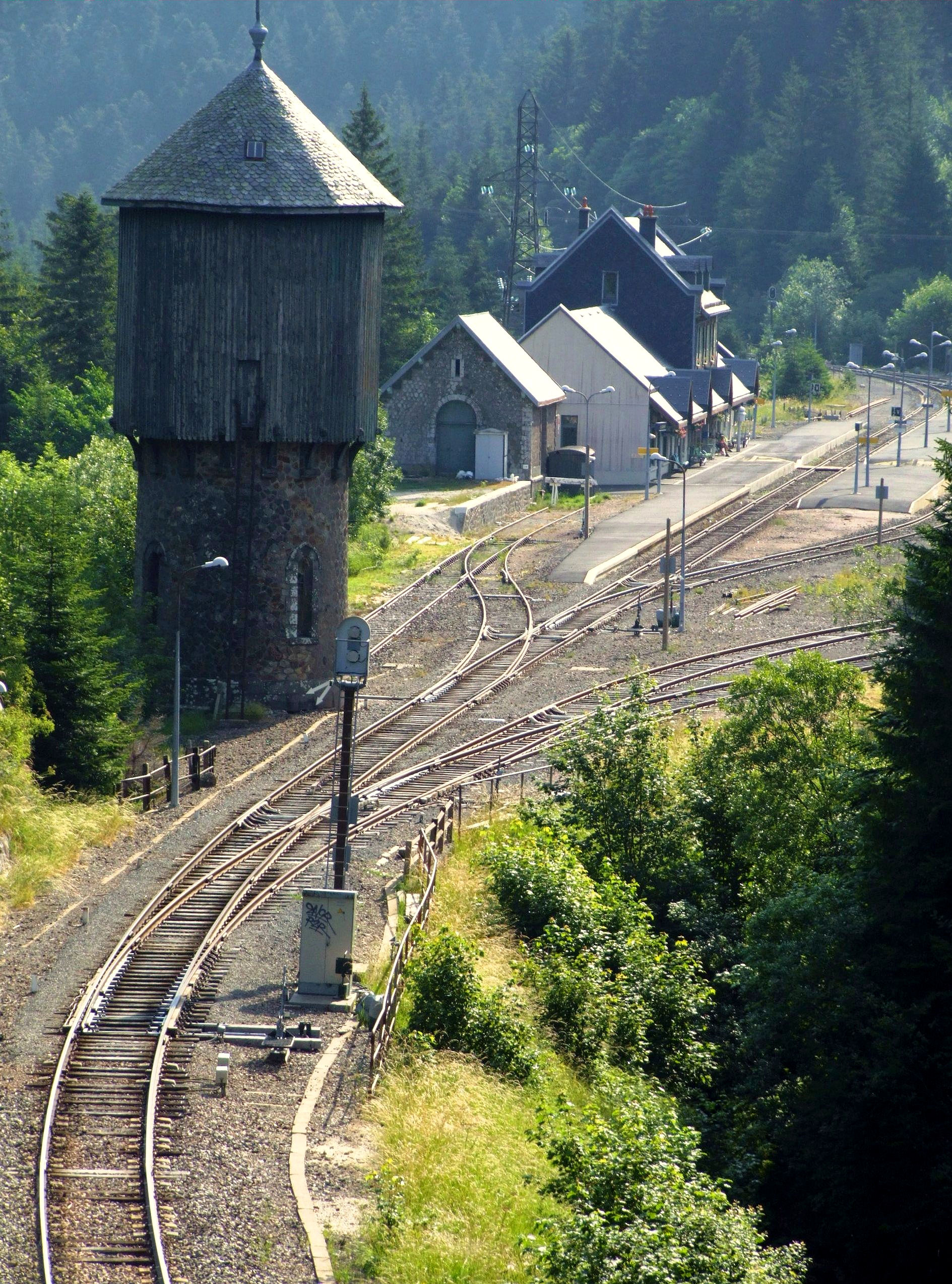
Le château d'eau depuis la route nationale 122.

Conçu par l'ingénieur Wilhelm Nördling (1821-1908) et construit en 1867, il servait à approvisionner les locomotives. Ce style de réservoir était particulier aux lignes du Cantal.
Après la destruction de ceux de Murat, de Saint-Jacques-des-Blats et de Vic-sur-Cère, celui du Lioran est le dernier qui existe.
Restauré en 1983, il est inscrit au titre des monuments historiques par arrêté du 7 octobre 1991.